# Croisy-sur-Andelle
Croisy-sur-Andelle je francouzská obec v departementu Seine-Maritime v regionu Normandie. V roce 2010 zde žilo 522 obyvatel.

## Vývoj počtu obyvatel
Počet obyvatel